# Poul Jørgensen (journalist)
 For alternative betydninger, se Poul Jørgensen. (Se også artikler, som begynder med Poul Jørgensen)
Poul Jørgensen (født 31. august 1928 i København, død 20. september 2015) var en dansk journalist og tv-vært.
Poul Jørgensen var søn af værkmester J.Ch. Jørgensen og tog studentereksamen fra Metropolitanskolen i 1947. Han blev ansat i Statsradiofonien i 1949 som studentervikar i speakertjenesten og de følgende år var han en af pionererne på skærmen i det nye medie.
Jørgensen var på studieophold ved BBC radio i 1951 og BBC fjernsyn året efter. I radioen blev hans stemme brugt ved underholdningsprogrammer som Gammel Dansemusik og Ønskekoncerten Giro 413. I 1952 fik han fast ansættelse som programmedarbejder og fik fra 1954 primært erhvervsstof overdraget. Han blev redaktør af Landbrugsmagasinet og besøgte derfor landets dyrskuer. 1959 fik han kongestoffet og dækkede også ofte udenlandske statsbesøg. Samtidig påtog han sig også politisk reportage og blev et kendt ansigt i TV-Avisen.
I 1995 forlod han DR for at fortsætte karrieren med fokus på det royale stof på TV2, siden på TV3, hvor han også var stationens quizmaster i en periode. Desuden blev han redaktør af Billed-Bladets ugentlige kongelige brevkasse.
I 1990 blev han Ridder af Dannebrog.
Han har udgivet tre bøger: Danmarks Dronning (1995) og Frederik – Danmarks Kronprins (1998) samt Transmissioner fra Kongehuset (2009).